# Бертильон, Луи Адольф
Луи Адольф Бертильон (фр. Louis-Adolphe Bertillon; 1 апреля 1821 года, Париж ― 28 февраля 1883 года, Нёйи-сюр-Сен) ― французский антрополог и статистик.

## Биография
Луи Адольф Бертильон родился в Париже 1 апреля 1821 года. В 1828 году его родители покинули Париж и приобрели поместье возле Монтаржи, где он и провёл свои отроческие годы. Проводя много времени на природе, он начал проявлять интерес к естественным наукам. В 1832 году его мать скончалась от холеры. Отец отослал его учиться в Париж в коммерческое училище, но сын решил посвятить себя научной карьере и был принят в Центральную школу Парижа, откуда затем он попал в Парижский университет. Там он получил медицинское образование и впоследствии работал врачом. В университетские годы стал приверженцем идей социализма. В 1852 году получил докторскую степень.
Увлекался антропологией и демографией, занимался исследованием социальных причин смертности. Писал статьи, в которых нападал на критиков идеи массовой вакцинации, приводя в качестве доказательств своей позиции подробные статистические выкладки. После революции 1870 года был назначен генеральным инспектором благотворительных учреждений. Он был одним из основателей школы антропологии в Париже и был назначен профессором в ней в 1876 году. Его труд «Demographic figurée de la France» (1874) представляет собой обстоятельное статистическое исследование населения Франции.
Умер от рака в Нёйи 28 февраля 1883 года.
Его сын Альфонс Бертильон известен изобретением антропометрии, а другой сын, Жак, также стал учёным-статистиком.